# Camila Torrano
Camila Torrano é uma quadrinista e ilustradora brasileira. Formada em Artes Visuais pela USP, já trabalhou com design de games para a Ubisoft. Lançou seu primeiro romance gráfico, "A travessia", em 2012. Em 2016, Camila ganhou o Troféu HQ Mix na categoria "novo talento (desenhista)".